# If Ever You're in My Arms Again
«If Ever You're In My Arms Again» (español: «Si alguna vez estás en mis brazos otra vez») es es título de una balada interpretada por el cantautor estadounidense R&B Peabo Bryson, incluida en su décimo álbum de estudio, Straight from the Heart (1984), La compañía discográfica Elektra Records la lanzó el 16 de abril de 1984 como el sencillo principal del álbum. El sencillo alcanzó el puesto número 6 en la lista de R&B, y fue el primer sencillo Top 10 de Bryson en la lista Billboard Hot 100, donde alcanzó el puesto número 10 durante el verano de 1984. También pasó cuatro semanas en el número 1 en la lista de las canciones de música contemporánea para adultos más escuchadas. La canción se utilizó como tema romántico de los personajes Kelly Capwell y Joe Perkins de la telenovela Santa Bárbara (1984-1993) de la cadena de televisión estadounidense NBC. Más tarde, Bryson tendría dos sencillos más en la lista de éxitos de música contemporánea para adultos: «A Whole New World», en dueto con Regina Belle, canción que fue el tema principal de la película Aladdin ; y «By the Time This Night Is Over», una canción con el saxofonista Kenny G, en la que Bryson fue el vocalista destacado.

## Créditos y personal

### Músicos
- Peabo Bryson: voz principal
- Lee Holdridge: arreglos de cuerda y conductor
- Paul Jackson, Jr.: guitarra
- Randy Kerber: piano acústico, Yamaha DX7
- Richard Marx: coros
- Michael Masser: arreglos de pista de ritmo
- Gene Page: arreglos de pistas de ritmo
- Neil Stubenhaus: bajo
- Deborah Thomas: coros
- Carlos Vega: batería

## Listas musicales
| Lista (1984)                             | Máxima posición |
| ---------------------------------------- | --------------- |
| Australia (Kent Music Report)            | 20              |
| Canadá RPM Adult Contemporary            | 1               |
| Canadá RPM Top Singles                   | 6               |
| Nueva Zelanda (Recorded Music NZ)        | 18              |
| U.S. Billboard Hot 100                   | 10              |
| U.S. Billboard Adult Contemporary Tracks | 1               |
| U.S. Billboard Hot Black Singles         | 6               |

### Sucesión en listas
| Predecesor: «Almost Paradise» de Mike Reno & Ann Wilson | U.S. Billboard Adult Contemporary Tracks — Sencillo N.º 1 7 de julio de 1984 - 3 de agosto de 1984 | Sucesor: «Stuck On You» de Lionel Richie |